# Tindouf
Tindouf (en arabe : تندوف ; en berbère : ⵜⵉⵏⴷⵓⴼ) est une commune de l'Ouest de l'Algérie. Elle dépend administrativement de la wilaya de Tindouf, dont elle est le chef-lieu. La ville se situe  à 1 460 km au sud-ouest d'Alger. En 2008, sa population est de 45 966 habitants, auxquels s'ajoutent 90 000 réfugiés sahraouis.

## Géographie

### Situation
La commune de Tindouf est située à l'extrémité ouest de l'Algérie, dans la région naturelle de la Saoura, à la limite avec le Maroc (à l'ouest), le territoire contesté du Sahara occidental (au sud-ouest) et la Mauritanie (au sud).
Le territoire de la commune est délimité :
- au nord et au nord-est, par la commune d'Oum el Assel ;
- à l'est et au sud-est, par la commune de Reggane dans la wilaya d'Adrar ;
- au sud et au sud-ouest par la frontière mauritanienne ;
- à l'ouest, par la frontière avec le territoire du Sahara occidental ;
- à l'ouest et au nord-ouest, par la frontière marocaine.

| Maroc                   | Oum el Assel | Oum el Assel               |
| Maroc Sahara occidental | Tindouf      | Reggane (Adrar)            |
| Mauritanie              | Mauritanie   | Reggane (Adrar) Mauritanie |

La ville de Tindouf est située à 720 km au sud-ouest de Béchar, à 770 km à l'ouest d'Adrar, à 1 475 km au nord-ouest de Tamanrasset et à 1 460 km au sud-ouest de la capitale Alger ; elle est également située à 50 km à l'est des frontières avec le Sahara occidental et le Maroc et à 65 km au nord de la frontière avec la Mauritanie.
Les coordonnées géographiques de la commune au point central de son chef-lieu valent respectivement 27° 40′ 00″ Nord et 8° 09′ 00″ Ouest.

### Relief et géologie
La ville de Tindouf est située à l’extrême ouest de la région désertique de la Saoura, au sud de la hamada du Draâ et au nord-ouest de l'Erg Iguidi.

### Climat
Tindouf a un climat désertique chaud (Classification de Köppen BWh) typique de la zone saharienne hyper-aride, c'est-à-dire du cœur du Sahara, avec des étés très longs et extrêmement chauds et des hivers courts et modérément chauds. Le climat y est largement hyper-aride et extrêmement sec toute l'année puisque les précipitations annuelles moyennes sont environ de 27 mm. La sécheresse y est encore plus accentuée durant l'été où l'on enregistre 0 mm de précipitations entre mai et juillet.
À des occasions exceptionnelles, des orages violents peuvent se produire à cause de masses d'air plus frais venant du nord qui rencontrent les masses d'air brûlant venues directement du désert surchauffé pendant la journée. En été, la chaleur est extrême et prend un caractère persistant : les températures moyennes maximales sont supérieures à 45 °C en juillet (le mois le plus chaud) mais tournent plutôt autour de 50 °C entre juin et septembre. Les températures sont très agréables et élevées en hiver mais seulement la journée car dans les étendues désertiques, il n'y a rien pour retenir la chaleur, et les températures minimales moyennes avoisinent 5 °C. Le ciel est dégagé et clair toute l'année et les journées couvertes restent très rares, si existantes. La température moyenne journalière annuelle avoisine 25 °C à Tindouf.
| Mois                              | jan. | fév. | mars | avril | mai  | juin | jui. | août | sep. | oct. | nov. | déc. | année |
| --------------------------------- | ---- | ---- | ---- | ----- | ---- | ---- | ---- | ---- | ---- | ---- | ---- | ---- | ----- |
| Température minimale moyenne (°C) | 6,2  | 9,9  | 13,4 | 16,6  | 21,7 | 26,8 | 28,1 | 27,5 | 24,3 | 18,8 | 12,2 | 6,8  | 17,69 |
| Température moyenne (°C)          | 14   | 17,7 | 20,9 | 24,4  | 29,7 | 34,9 | 36,8 | 36,1 | 32,5 | 26,8 | 19,1 | 14,3 | 25,59 |
| Température maximale moyenne (°C) | 21,7 | 25,6 | 28,3 | 32,2  | 37,7 | 42,9 | 45,5 | 44,6 | 40,8 | 34,7 | 26,1 | 21,8 | 33,49 |
| Précipitations (mm)               | 3    | 5    | 2    | 1     | 0    | 0    | 0    | 1    | 6    | 2    | 3    | 4    | 27    |

### Transports
La ville dispose d'un aéroport, situé à 7 km au nord-ouest de la ville. Des vols opérés par la compagnie Air Algérie relient Tindouf aux villes d'Alger, Constantine et Oran.
Une route quasi rectiligne d’une longueur de 800 km la relie à Béchar située au nord-est.

### Lieux-dits, écarts et quartiers

Carte des camps proches de Tindouf. Hors carte : camp de Dakhla.

Outre son chef-lieu Tindouf-ville, la commune de Tindouf est composée des localités suivantes : Garet Djebilet, Aouinet Bélagraa, Chénachène et Oum El Achar. Elle abrite aussi des camps de réfugiés sahraouis qui portent les noms des principales villes du Sahara Occidental : Laâyoune, Smara, Dakhla, Aousserd et Boujdour.
La localité de Garet Djebilet (ou Gara Djebilet), une quarantaine d'âmes en 2008, est située à proximité de la frontière avec la Mauritanie, à 200 kilomètres au sud-est de Tindouf-ville, à proximité d'un important gisement de fer ; on y trouve également un aérodrome, Gara Djebilet, (code IATA : GBB).

## Toponymie
Selon Mohand-Akli Haddadou, le nom Tindouf est issu de Tidaf, mot d'origine berbère signifiant le « surveillant », la « sentinelle », ayant en définitive le sens de tour de guet, de belvédère.
D'autres significations du toponyme Tindouf, lui donnant toutes — au moins en partie — une origine berbère, ont été avancées. Selon A. Coÿne, le nom de Tindouf serait constitué d'un premier composant touareg, Ti-n, signifiant « celle de », et d'un deuxième composant, Douf, issu de l'arabe Oudef et signifiant « pré, champ, parterre », le nom complet signifiant alors « celle de la pièce de terre » ; Louis Rinn rattache pour sa part le deuxième composant au mot Oudhef, signifiant « placer, caser, allouer », le toponyme signifiant dans ce cas « l'emplacement », » l'attribution » ou « le lot ». Selon l'historien et géographe andalou Al-Bakri, Tindouf dériverait de Tendefes, mot désignant des puits éphémères creusés par les voyageurs.

## Histoire

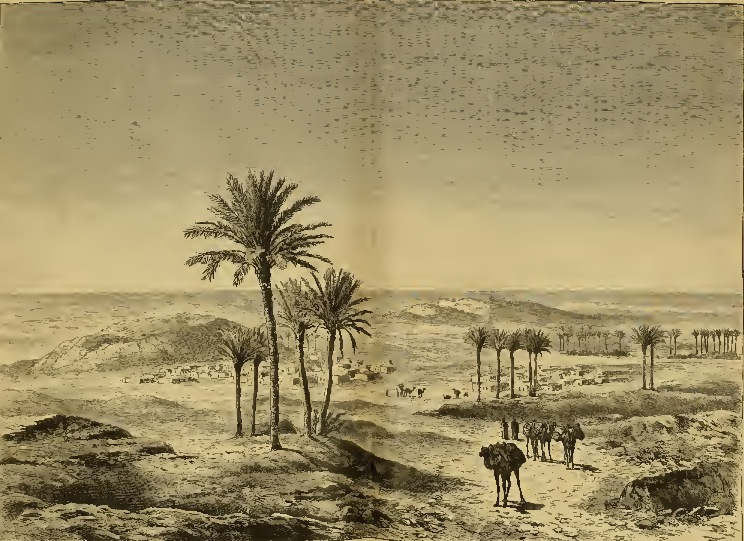
L'oasis de Tindouf telle que vue en 1880 par l'explorateur germano-autrichien Oskar Lenz.

Tindouf est édifiée en 1852 par le cheikh Mrabet Ould Belamech, de la tribu des Tadjakant, sur l'emplacement d'un ancien ksar du XVIe siècle,.
Avantagé par la position géographique de la ville — à l'intersection des routes caravanières reliant Guelmim dans la région de l'oued Noun, Akka ou Agadir, dans le Sud marocain, Atar en Mauritanie, Dakar au Sénégal, Tombouctou au Mali, la Saguiet-el-Hamra dans le Sahara occidental ou le Touat dans le Sud algérien, — et la notoriété de sa confrérie religieuse, un important commerce caravanier transsaharien se développe et amène la prospérité à Tindouf, qui compte jusqu'à « un millier d'habitants, sans compter les esclaves ». La concentration de chameaux peut y atteindre à certaines occasions plusieurs milliers de têtes. Il s'y échange de l'or, du cuivre, de l'ivoire, des cuirs, de l'encens ou des cotonnades, mais également des esclaves Bambara, destinés au Sultan du Maroc,,.
La prise par la France de Tombouctou en 1894 va ouvrir les portes de cette importante ville aux marchandises plus abordables débarquées aux ports de Saint-Louis et de Dakar, et mettre ainsi fin, lentement mais sûrement, à la prééminence du marché de Tindouf, qui s'appauvrit inéluctablement. Les Tadjakant sont par ailleurs depuis longtemps en conflit latent avec la grande tribu nomade des Reguibat. Aidés de la tribu des Beraber, ils s'attaquent cette même année 1894 à une famille Reguibat de « noble lignée », ce qui relance les hostilités entre les deux tribus ; la riposte des Reguibat, exaspérée par le désir de vengeance, sera déterminée.
En 1896, les Reguibat — aidés par leurs alliés de la tribu des Aït Oussa — lancent une expédition de 1 200 hommes contre Tindouf et réussissent, après une bataille de 7 jours, à forcer les défenses de la ville, la piller et décimer ses défenseurs,. La ville connait dès lors le déclin : en 1915, il n'y subsiste que quelques familles, dont les tentatives de relever l'oasis de ses ruines vont se révéler vaines, au point qu'en 1918, leur chef est contraint de solliciter l'aide des forces françaises,. Deux expéditions militaires de reconnaissance y sont envoyées en 1925 et en 1928 ; lors de la deuxième expédition, le capitaine français Ressot n'y trouve plus qu'une oasis dévastée, dont le total d'habitants ne dépasse pas la centaine. Le déclin continue et la cité ne compte plus qu'une seule âme lorsqu'elle est définitivement occupée le 31 mai 1934, au nom de la France, par le colonel Trinquet, agissant sous les ordres du général Giraud,,. Trois mois plus tard, 35 personnes, représentant 16 familles, sont réinstallées dans la cité,.
Une fois occupée, Tindouf est d'abord rattachée à la commune indigène de Béni-Abbès (dans le Territoire de Aïn Safra), avant de devenir en 1935 le centre administratif de la commune indigène de la Saoura, puis quatorze ans plus tard, en vertu de l'arrêté préfectoral du 5 septembre 1949, le chef-lieu de l'annexe de Tindouf. Enfin, le 9 décembre 1956, est créée la commune de Tindouf : de catégorie C, son conseil municipal de 15 membres est présidé par un fonctionnaire nommé par le Préfet. Le 7 août 1957, le nouveau département de la Saoura est créé, dont Tindouf est l'un des nouveaux arrondissements,,,.

### Tensions algéro-marocaines
Cependant, dès 1955, Tindouf est au centre des revendications territoriales marocaines visant l'accomplissement du « Grand Maroc ». Le 7 juillet 1962, quelques jours après la proclamation de l'indépendance de l'Algérie, survenue le 3 juillet 1962, la presse marocaine fait état de l'arrivée à Rabat d'une délégation de représentants des tribus de Tindouf, venus présenter au roi du Maroc « un document le reconnaissant comme leur chef spirituel et temporel »,,. En préliminaire de la guerre des Sables, en 1963, des incidents éclatent le 2 octobre 1963 à Tindouf, après que l'officier de l'armée algérienne commandant la place de Tindouf ait ordonné au caïd Ould Salik d'amener le drapeau marocain déployé au-dessus de la casbah, et de remettre les armes dont il dispose.[réf. nécessaire] Une bataille s'engage entre l'armée et des hommes des tribus Tadjakant et Reguibat[source insuffisante],, faisant de nombreuses victimes ; le nombre de morts varie selon les sources entre une douzaine de personnes et 130 « Marocains ».
Le statut administratif de Tindouf est conservé tel quel, après l'indépendance de l'Algérie en 1962. Les accords avec le Maroc prévoient une exploitation commune du sous-sol, notamment le fer de ghar Jbillet. Il est modifié une première fois le 2 juillet 1974 avec le redécoupage administratif qui rattache la daïra (sous-préfecture) de Tindouf à la nouvelle wilaya (préfecture) de Béchar, puis une deuxième fois, le 3 avril 1984, la commune devenant le chef-lieu de la nouvelle wilaya de Tindouf.
La controverse sur l'appartenance de Tindouf a certes pris officiellement fin avec la signature, le 15 juin 1972, d'un accord frontalier algéro-marocain, ratifié en 1973 par l'Algérie et en 1992 par le Maroc, et consacrant l'appartenance à l'Algérie de Tindouf, mais selon Olivier Vergniot, « nationalismes obligent, le débat sur l'appartenance de Tindouf reste une question épineuse. Il s'agit le plus souvent de délivrer un certificat de conformité à l'une ou l'autre thèse en présence, en passant soit par le miroir déformant du « bon droit » historique, soit par celui du respect juridique pointilleux »[non neutre].

## Démographie

### Évolution démographique
En 2010, la population de Tindouf est estimée à 47 965 habitants.
| 1977  | 1987   | 2006   | 2008   | 2010   |
| ----- | ------ | ------ | ------ | ------ |
| 6 044 | 13 084 | 44 058 | 45 966 | 47 965 |

Depuis la fin de l'année 1975, Tindouf accueille des réfugiés du Sahara occidental, en attendant le règlement du conflit avec le royaume du Maroc (90 000 personnes recensées par le HCR en janvier 2012, 165 000 selon le gouvernement algérien).

### Pyramide des âges
| Hommes | Classe d’âge | Femmes |
| ------ | ------------ | ------ |
| 0,15   | 85 ans et +  | 0,10   |
| 0,20   | 80 à 84 ans  | 0,12   |
| 0,34   | 75 à 79 ans  | 0,24   |
| 0,46   | 70 à 74 ans  | 0,29   |
| 0,72   | 65 à 69 ans  | 0,61   |
| 0,95   | 60 à 64 ans  | 0,71   |
| 1,39   | 55 à 59 ans  | 1,30   |
| 1,62   | 50 à 54 ans  | 1,52   |
| 2,34   | 45 à 49 ans  | 2,23   |
| 3,22   | 40 à 44 ans  | 2,67   |
| 3,53   | 35 à 39 ans  | 3,24   |
| 4,01   | 30 à 34 ans  | 4,02   |
| 4,89   | 25 à 29 ans  | 5,21   |
| 5,01   | 20 à 24 ans  | 5,27   |
| 5,38   | 15 à 19 ans  | 5,08   |
| 5,20   | 10 à 14 ans  | 5,17   |
| 4,99   | 5 à 9 ans    | 5,31   |
| 6,28   | 0 à 4 ans    | 6,17   |
| 0,09   | nd           | 0,00   |

| Hommes | Classe d’âge | Femmes |
| ------ | ------------ | ------ |
| 0,15   | 85 ans et +  | 0,10   |
| 0,21   | 80 à 84 ans  | 0,12   |
| 0,35   | 75 à 79 ans  | 0,25   |
| 0,47   | 70 à 74 ans  | 0,29   |
| 0,74   | 65 à 69 ans  | 0,62   |
| 0,94   | 60 à 64 ans  | 0,70   |
| 1,37   | 55 à 59 ans  | 1,30   |
| 1,61   | 50 à 54 ans  | 1,51   |
| 2,34   | 45 à 49 ans  | 2,18   |
| 3,22   | 40 à 44 ans  | 2,69   |
| 3,53   | 35 à 39 ans  | 3,20   |
| 4,00   | 30 à 34 ans  | 3,99   |
| 4,91   | 25 à 29 ans  | 5,18   |
| 4,99   | 20 à 24 ans  | 5,31   |
| 5,33   | 15 à 19 ans  | 5,06   |
| 5,21   | 10 à 14 ans  | 5,14   |
| 5,05   | 5 à 9 ans    | 5,31   |
| 6,34   | 0 à 4 ans    | 6,20   |
| 0,09   | nd           | 0,00   |

## Culture, patrimoine et tourisme

### Culture locale et festivités

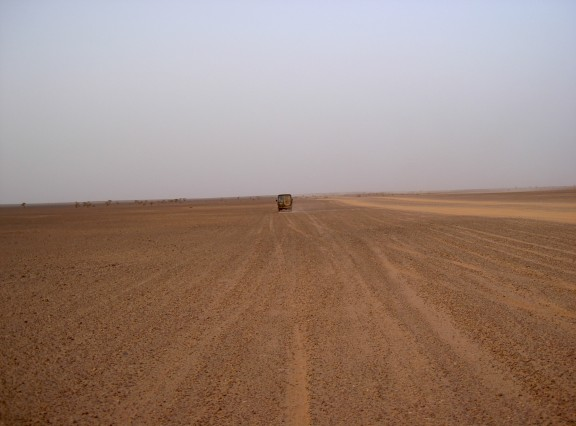
Le désert entre Tindouf et Tifariti (Sahara occidental).

Une grande foire traditionnelle, le mouggar, est organisée à Tindouf tous les ans au mois de mai.

### Patrimoine archéologique

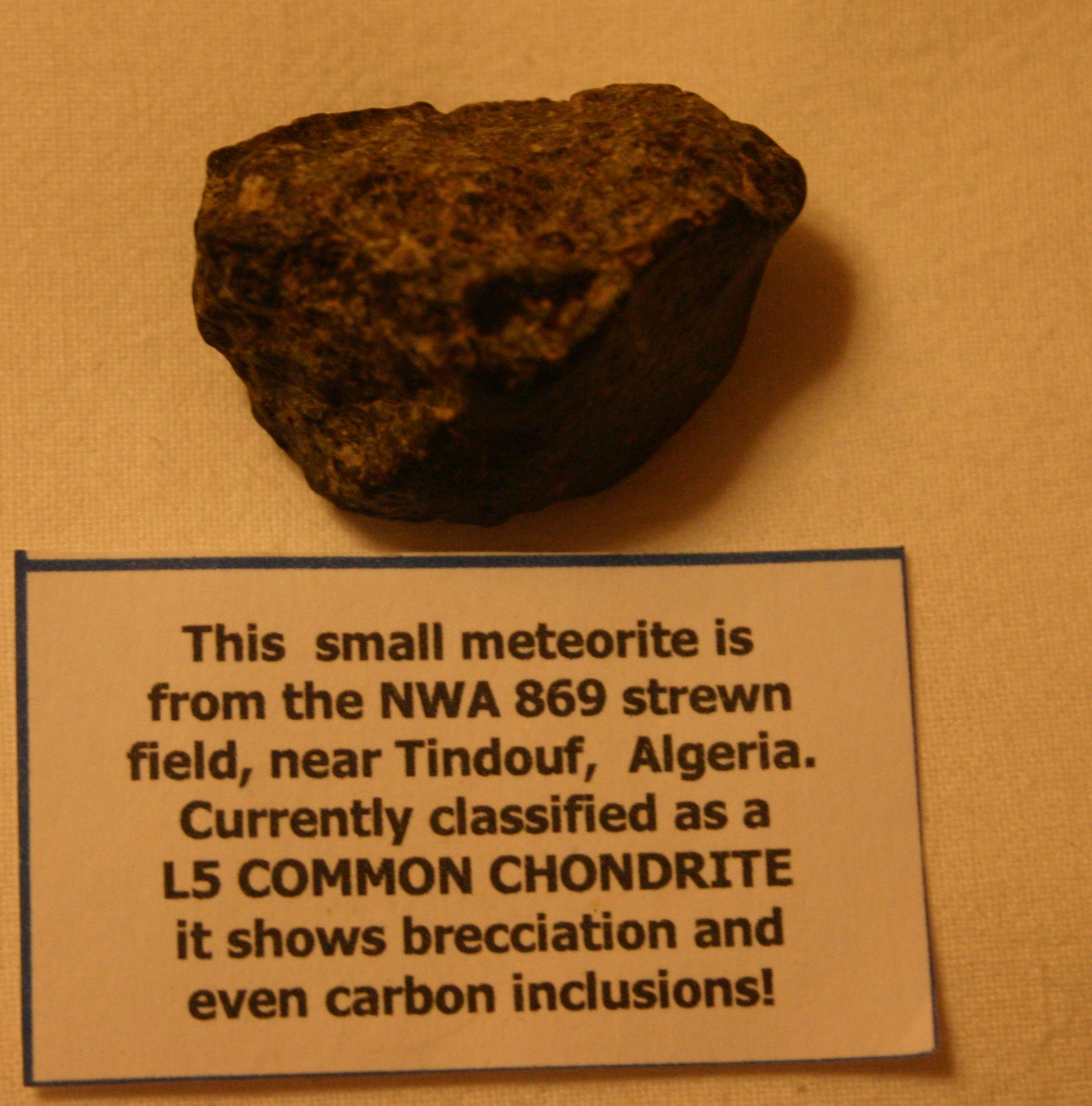
Chondrite ordinaire (NWA 869) découverte dans un champ de météorites dans les environs de Tindouf.

L'ensemble du territoire de la commune de Tindouf est inclus dans le Parc naturel de Tindouf destiné à la préservation des sites et des monuments historiques et culturels, créé en 2008 et couvrant tout le territoire de la wilaya de Tindouf. Le patrimoine archéologique de la commune comprend notamment les gravures rupestres, tombes géantes, tumulus, menhirs et mégalithes de la région de Lakhal, au sud-est de la commune,.
Des météorites de type chondrite ordinaire, d'une masse totale de 1 550 kg ont été découvertes en 1997 dans les environs de Tindouf.

### Patrimoine architectural
La casbah de Belaâmach a fait l'objet d'un classement, en 1999, au titre du patrimoine national en tant que centre urbain vivant.

### Tourisme
De par son histoire, la ville n’offre pas actuellement d’intérêt touristique majeur, a contrario des autres grandes cités du Sahara algérien. Elle est en outre très difficilement accessible.

## Économie
En plus de celui de Gara Djebilet, Tindouf compte un autre important gisement de fer, situé au lieu-dit Mechri Abdelaziz, à 400 kilomètres à l'est de la ville.

## Tindouf dans la culture

### Dans la littérature
Le roman du Sahara de Marcel Laugel (1991) est une chronique de la colonisation française à la guerre d'Algérie, et des tensions entre les Reguibat et les Aït Oussa et Tekna.